# Franco Calabrese
Franco Calabrese (* 22. Juli 1923 in Palermo; † 13. November 1992 in Lucca) war ein italienischer Opernsänger (Bassbariton).

## Leben
Calabrese wuchs in Lucca auf und studierte am Istituto Luigi Boccherini. 1947 debütierte er am Teatro Comunale di Firenze. Ab 1953 war er am Teatro alla Scala engagiert, später auch am Teatro dell’Opera di Roma. Er wurde bekannt als Interpret von Opern Mozarts und Rossinis. Wichtige Rollen waren der Doktor in  Pelléas et Mélisande, Geronio in Il turco in Italia, der Graf Robinson in Il matrimonio segreto, Géronte in Manon Lescaut, der Marchese di Calatrava in La forza del destino, Don Alfonso in Così fan tutte und Antonio in Le nozze di Figaro. An der Glyndebourne Festival Opera sang er 1955 den Almaviva in Le nozze di Figaro.
Er war der Bruder des Bassisten Paolo Montarsolo (1925–2006).